# Physaliastrum sinicum
Physaliastrum sinicum là loài thực vật có hoa trong họ Cà. Loài này được Kuang & A.M. Lu miêu tả khoa học đầu tiên năm 1965.